# 赤沢長経
赤沢 長経（あかざわ ながつね）は、室町時代後期から戦国時代にかけての武将。細川氏の重臣。

## 略歴
兄で養父の赤沢朝経と共に細川政元に仕え、永正3年（1506年）8月に養父と共に大和国を制圧、翌永正4年（1507年）6月には政元の命令により養父と共に丹後国の一色義有を攻めた。ところが戦いの最中に政元が養子澄之派の重臣薬師寺長忠・香西元長・竹田孫七らによって暗殺されたため（永正の錯乱）、一色義有や石川直経ら丹後国人衆の反撃を受けて朝経は自害したが、長経は奇跡的に逃げ延びて、政元のもう1人の養子澄元の家臣として仕えることとなった。8月に澄元が京奪還を目指して澄之を攻めた時には先陣を務めて武功を挙げた。
同年9月に澄元の命令で大和国に侵攻し、筒井順賢・十市遠治・越智家教ら大和国人衆を破り、大和の大半を占拠した。
長経は幕命により畠山義英が籠る河内国の嶽山城を囲み、翌永正5年（1508年）1月18日にこれを陥落させた。しかし、義英の逃亡をわざと見逃している。これは義英と対立している畠山尚順が義英が亡くなることにより河内国を平定してしまうと、長経が自ら領している大和国に進出してくるのではないかと判断した結果である。長経は畠山家が統一されるのを嫌ったのである。さらに、尚順は細川高国の姉婿という間柄であることから、長経は高国の失脚も狙い主君の澄元に高国が尚順に与して反乱を起こそうとしていると讒言したため、澄元と高国の仲は険悪となり、最終的に3月17日に高国は澄元に反旗を翻した。
こうして澄元と高国が細川家の家督を巡って抗争すると、6月に大内義興に擁立された足利義稙が上洛、11代将軍・足利義澄と澄元を追放し将軍職に復帰、高国も細川家当主・管領に就任した。長経は義澄派として澄元・畠山義英・古市澄胤と共に義稙派の高国・畠山尚順と河内国で戦ったが、7月26日に敗れて逃走。大和国の初瀬で捕縛されると7月28日に河内で斬首された。